# Islando Manuel
Pour les articles homonymes, voir Manuel.
Islando Manuel, né le 7 janvier 1991 à Luanda en Angola, est un joueur angolais de basket-ball. Il évolue au poste d'ailier.